# 日柳燕石

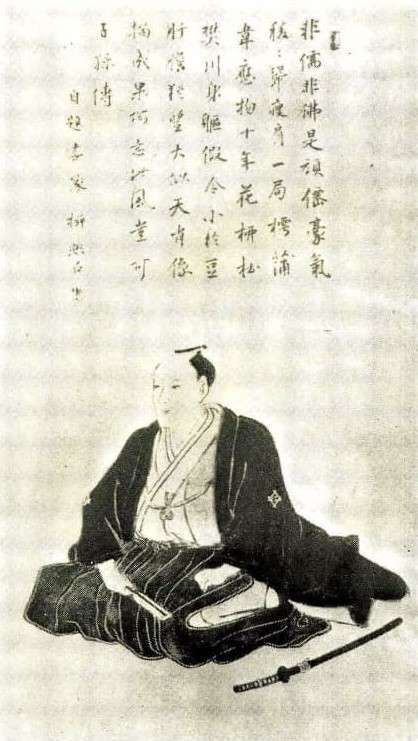
日柳燕石の自題畫(画)像

日柳 燕石（くさなぎ えんせき、文化14年3月14日（1817年4月29日） - 慶応4年8月25日（1868年10月10日））は、江戸時代末期の志士。讃岐国那珂郡子松郷榎井村字旗岡（現・香川県仲多度郡琴平町）の出身。幼名長次郎のち耕吉、諱は政章、字は士煥、号は燕石、別号柳東・春園・白堂・楽王・呑象樓・双龍閣。

## 生涯
父は加島屋惣兵衛が五十七歳、母は幾世(いくよ、きせ)が三十八歳の時の子である。幼少時代から気が鋭く、伯父の石崎近潔に学び、その後13歳で琴平（松尾村）の医師・三井雪航に学んだ。三井雪航や岩村南里に経史・詩文、奈良松荘に国学・歌学を学び、河野鉄兜や森田節斎らと交遊した。詩文に天賦の才を持ち書画をよくした。当時の榎井村は幕府直轄地で、豪商・豪農が軒を並べており、その財力や文化程度は高く、また隣の松尾村の街には、江戸、上方をはじめ全国各地から金毘羅大権現 松尾寺に参詣客が訪れてくるため、当時最先端の情報が集まっていた。そのような環境の下、加島家という豪農で育った燕石は、幼いときから儒学の勉強に励み、14歳頃までには四書五経を読破した。天保八年(1837年)頃に燕石を訪問した広瀬淡窓の文によると、燕石が八百余家を救ったという。
反面、侠気をもって知られ、21歳で父母に死別したのちに家督を相続して詩作に興じ33歳頃まで遊俠したことで、千人を超える郷党浮浪の徒の首領となり、博徒の親分としても知られていた。また勤王の志が非常に厚く、天下の志士と交わり国事のために私財を投げ出して尽力した。勤王博徒と呼ばれる所以である。
万延元年(1860年)5月3日、高杉晋作は燕石を訪問したようである。
文久三年(1863年)のはじめ、松本奎堂は播州へ行き河野鉄兜の宅で節斎、燕石と逢うところまでこぎつけた。河野宅で挙兵のことを相談したようだが、燕石は子分の井上文郁と美馬君田を連れて出席したけれども、節斎は遂に来なかったし、また河野の態度は曖昧であったという。燕石は松本に頼まれて節斎を説く役目を引き受けたらしく、その足で備中へ行き、倉敷の節斎を訪問したけれども、節斎は動く気配がなかったので、これを松本に報告したのであろう、(節斎と鉄兜の)京都における浪士の人気が悪かった。
文久末年頃より長土諸藩の志士で幕吏の追跡を受けて彼の家に潜匿するものが多く、よくこれらの志士を庇護していた。信濃の松尾多勢子の庇護により讃岐に逃れた村松文三も日柳燕石の家に潜伏した。
慶応元年に（1865年）、高杉晋作が幕吏に追われて榎井村に燕石を頼って亡命したのをかくまい潜匿・逃亡させたことから嫌疑を受けて、高杉の身代りに4年のあいだ高松の獄に幽せられた。鳥羽・伏見の戦いの後、慶応4年（1868年）正月20日に出獄したが、これは高松藩が朝敵の汚名を被ることを恐れたためである。22日には高知藩では琴平に鎮撫所を置いて社領と旧幕領を管し、長岡謙吉が支配したので燕石はこれを補佐した。その後、2月3日には赦免の朝命に接して京都に上って書を奉った。朝廷は召して御盃を賜い燕石を桂小五郎（木戸孝允）と共に西国地方に周旋させた。
その後、仁和寺宮嘉彰親王が会津征討越後口総督として出征する際に、史官に任じられて軍務方記録を掌り、北陸に従軍したが4年間の投獄がもとで従軍中不幸にも越後柏崎で病没した。52歳であった。墓は新潟県柏崎市の柏崎招魂所に立てられたが、爪髪は香川県仲多度郡琴平町榎井の先祖の墓所に日柳燕石士煥の墓として立てられている。
明治36年（1903年）、従四位を追贈された。

## 日柳燕石の漢詩と解説[8]
| 盗に問う       |                                                   |                                                          |
| 原文           | 書き下し文                                        | 通釈                                                     |
| 問盗何心漫害民 | 盗に問う 何の心ぞ漫(みだり)に民を害(そこ)なうかと | 盗賊に尋ねた。「どういう了見で民衆に害を加えるのか？」   |
| 盗言我罪是繊塵 | 盗は言う 我が罪は是れ繊塵なり                     | 盗賊の答えは「我々の犯した罪は塵ほどの小さなもの。       |
| 錦衣繡袴堂堂士 | 錦衣繡袴(きんいしゅうこ) 堂堂の士                 | あの錦の衣に刺繡のある袴をつけた堂々たるお偉方は         |
| 白日公然剥取人 | 白日公然と人を剥取すと                            | 真昼間だというのに公然と収奪しているではありませんか。」 |

盗賊たちに問いかけるというかたちで、答弁を通し、幕閣、諸侯を批判した作品である。
盗賊の犯した罪をはるかに超える大罪を白昼公然とやってのけている幕閣、諸侯の存在を許しがたいものとして捉えている。
財政の逼迫という表向きの理由を盾に、平然と民衆に重税を課して搾れるだけ絞りとっていながら、自分たちだけは錦と刺繡で着飾っている者たちの大罪を、この詩で告発しようとしたのである。当時にあって、声高に討幕を叫んでいた勤王の志士たちさえ、自らが所属する藩主諸侯を批判し告発することはできなかった。これは、燕石が武士ではなく草莽の侠客であったから詠じることができた告発詩であった。

## 人物
- 燕石と交友があった志士の中には、長州藩の吉田松陰、桂小五郎、高杉晋作、伊藤俊介、土佐藩の中岡慎太郎や越後の長谷川正傑らがいたと言われる。
- 燕石の別宅は、その二階で酒を呑むと、盃に金毘羅宮がある象頭山がポッカリと浮かぶところから、“象頭山を呑む”意気を示す「呑象楼（どんぞうろう）」と名づけられた。呑象楼は興泉寺の前にあったが、現在は榎井小学校北西に移築されている。
- 著書には「呑象樓遺稿」「西遊詩草」「旅の恥かき捨ての日記」や、獄中で著した「皇国千字文」「娑婆歌三関」などがある。
- 高杉を匿い出獄をした際の歌　「いせ海老の腰はしばらくかがめて居れど、やがて錦の鎧着る」
- 好きなものは肴では鯛と章魚(タコ)と豆腐と新豆(ソラマメ)であったという。嫌いなものは鼠、蚊、蝋(ろう)、蚤(ノミ)、蝨(シラミ)、洋夷、煙草、紫、砂糖だが、肉は洋夷が嫌いでありながら好きで肉食の先鞭をつけたという[9]。
- 身長は五尺あるかないかの短躯で痩身、顔は長く、目は細長い、鼻は高いが、少々痘痕がある。短躯だけは承認していたといい、自畫(画)像の自題にもそれを書いている。気になっていたと見えるが、身体の小は肝の大で相殺して書いたところに面白さがある[10]。
- 燕石は元来蒲柳の質、血統には病弱の者が多く、兄姉もあったようだ(四人の兄姉がいた[11])が幼少にして没していたし、燕石も少年時代に病むことが多かった[1]。
- 三井雪航の孫三井竹窓は「落ち着きがあり、思慮深く(寒くても暑くても、風が吹いても、雨が降っても毎夜鶏の鳴くまで学び)少しも怠ることがなかった」とその精進ぶりを伝え、仲間の塾生も「鳥が鳴かない日はあっても燕石が学を怠けた日はない」と驚嘆している[11]。

## 逸話(掏児に掏られた物を探して取り返した話[12])
燕石はある日、雲隣庵松翁を訪ねて詩話数刻におよび、松翁の辭色(じしょく、言葉つきと顔色の意。)をいぶかって「今日はどうしたのか元気がありませんな」と問う。
松翁は藩公拝領の煙草入れを紛失しており「掏られたのか、落としたのかわからぬ」と言う。燕石はその場所と時を聞いて「俺はきっと掏られたのだと思う」と言い、「さすれば再び足下の手に返しましょう」と日限までも約して去った。燕石が博徒の大親分といえども、掏られた煙草入れを日限までに戻すまじと、松翁は意に介せずにいたところ、其の日燕石が違わず来て、莞爾(喜んでにっこり笑う様子。)として該当品を返した。松翁は唖然として言葉も出なかった。燕石は、雲隣庵を辞するとすぐに遠近の子分を招集した。大小の博徒は讃岐全域を探索し、目的の品を得ることができたのだ。

## 傳説[14](雑誌「ことひら」所載)
清水の次郎長、ある年金毘羅参りのことあり、帰途、榎井はその頃侠名を謳われる日柳長次郎の在所の事をかねて聞き及んでいたから、これを訪ねて一夕袁彦道を試みんと思い、たまたま路傍に草を刈る農夫に「音に聞こえる日柳長次郎の家はどこか」と尋ねた、農夫と見えた男は答えて、「その長次郎は、この俺じゃ、お前さんは誰か」清水の次郎長、驚いて改めてよくよく見れば、薄痘痕があって風采のあがらぬ小男であるが、悠揚迫らざるうちに精悍の気が眉宇にあふれ、これぞ讃岐の大侠燕石その人なるを知り、仁義の事あり、慇懃にその来意を告げた。
燕石、すなわち帯にしていた荒縄を割いて長短を作り、これにて直ちに勝負を決せんと言い、次郎長懐中より百金を出して賭けた。燕石嚢中無一物、
負けたら命を投げ出す覚悟と見えた。天は燕石に幸いして、この勝負、次郎長の敗となったが、さすがの清水も燕石の大胆さには舌を巻いて驚いたという。

## 日柳燕石が登場する作品
- 映画『天馬往来』（1953年、村上元三原作）
- テレビドラマ『次郎長三国志』（1991年、テレビ東京） - 清水次郎長が金毘羅大権現を参詣する場面に登場。
- 小説『世に棲む日日』（司馬遼太郎、1971年）